# Vranoviči
Vranoviči je naselje u slovenskoj Općini Črnomelju. Vranoviči se nalazi u pokrajini Dolenjskoj i statističkoj regiji Jugoistočnoj Sloveniji. 

## Stanovništvo
Prema popisu stanovništva iz 2002. godine naselje je imalo 115 stanovnika.